# Моклиште
Моклиште је насеље у Србији у општини Бела Паланка у Пиротском округу. Према попису из 2022. било је 250 становника (према попису из 1991. било је 704 становника).

## Историја
Први помен Моклишта је из 1448. године. Већ тада је Моклиште било једно од најразвијенијих села Белопаланачке котлине: 60 домаћинстава и 6 неожењених домаћина, који су давали приход од 5672 акче. У 16. веку Моклиште је важило за развијено сточарско насеље, са посебно развијеним овчарством. Према османском попису данака из 1576/1577. године, Моклиште је имало три домаћинства са више од 25 оваца. Због развијеног сточарства, Моклиште је спадало у села која су као данак давала по 1 овцу на 25 грла као порез. Из 16. века потиче и латинско црквиште Св. Вазнесења (Спасовица).
Српска основна мушка школа у месту ради од 1868. године. Године 1889-1892. у селу ради учитељ Недељко Југовић, који је завршио Учитељску школу и има учитељски испит. Димитрије Мишић предаје 1893. године у моклишкој школи. Димитрије Мијалковић је од 1893. године једини учитељ, за сва четири разреда народне школе у Моклишту. Исте 1903. године помиње се у месту и трећи по реду учитељ Витомир Јестровић. Отишао је 1895. године из Моклишта у Брзан, учитељ Виктор Јелисијевић. Учитељ у школи је 1896-1899. године био Коста Николић. Учитељ моклишки је 1903. године сам израдио наставна срества рачунаљку и словарицу. Тада је у народној школи учитељ Јован Бошковић (1903-1908), приправник са завршеном Учитељском школом. Учитељ Бошковић се у међувремену оженио па је 1908. године са супругом, такође учитељицом Милевом, прешао у село Ливадицу. То је 1908. године четвороразредна школа, са две учитељске снаге. У њу су прешли по молби те године учитељи супружници Петровићи, Недељко и Наталија. Следеће 1909. године раде у Моклишту учитељи супружници Поповићи, Милан и Надежда. У Краљевини СХС се наставља пракса сталног премештања учитеља. Године 1920. отишао је из села учитељ Станимир Ђокић. А 1921. године постављен је за новог учитеља Душан М. Стојановић из тог места.
Године 1901. у Пиротском округу, Белопаланачком срезу, општини Моклишкој су насеља: Моклиште (као седиште), Букуровац, Дол, Доњи Рињ и Клење. Када су спроведени скупштински избори 1903. године у Моклишту је било гласачко место са околне општине: Љубатовачку, Врандолску и Мирановачку.
Моклиште је добило своју кредитну задругу после 1900. године (Моклишка земљорадничка кредитна задруга). Задруга се угасила већ 1906. године. Да би се заштитило од трговачке експлоатације и зеленаштва, до 1930. године је Моклиште основало сопствену земљорадничку набавно-продајну задругу.

## Демографија
У насељу Моклиште живи 234 пунолетних становника, а просечна старост становништва износи 58,5 година (57,7 код мушкараца и 59,5 код жена). У насељу има 123 домаћинстава, а просечан број чланова по домаћинству је 2,03.
Ово насеље је великим делом насељено Србима (према попису из 2002. године).
|  |

| Демографија | Демографија | Демографија |
| Година      | Становника  | Становника  |
| ----------- | ----------- | ----------- |
| 1948.       | 2.200       |             |
| 1953.       | 2.132       |             |
| 1961.       | 1.720       |             |
| 1971.       | 1.374       |             |
| 1981.       | 1.024       |             |
| 1991.       | 704         | 704         |
| 2002.       | 492         | 498         |
| 2011.       | 398         |             |
| 2022.       | 250         |             |

| Етнички састав према попису из 2002.‍ | Етнички састав према попису из 2002.‍ | Етнички састав према попису из 2002.‍ | Етнички састав према попису из 2002.‍ | Етнички састав према попису из 2002.‍ |
| ------------------------------------ | ------------------------------------ | ------------------------------------ | ------------------------------------ | ------------------------------------ |
|                                      |                                      |                                      |                                      |                                      |
| Срби                                 | Срби                                 |                                      | 485                                  | 98,57%                               |
| Роми                                 | Роми                                 |                                      | 3                                    | 0,60%                                |
| Хрвати                               | Хрвати                               |                                      | 1                                    | 0,20%                                |
| непознато                            | непознато                            |                                      | 2                                    | 0,40%                                |

| Година пописа     | 1948. | 1953. | 1961. | 1971. | 1981. | 1991. | 2002. |
| ----------------- | ----- | ----- | ----- | ----- | ----- | ----- | ----- |
| Број домаћинстава | 341   | 365   | 389   | 386   | 361   | 286   | 227   |

| Број чланова      | 1  | 2   | 3  | 4  | 5 | 6 | 7 | 8 | 9 | 10 и више | Просек |
| ----------------- | -- | --- | -- | -- | - | - | - | - | - | --------- | ------ |
| Број домаћинстава | 71 | 104 | 25 | 10 | 6 | 9 | 2 | 0 | 0 | 0         | 2,17   |

| Пол    | Укупно | Неожењен/Неудата | Ожењен/Удата | Удовац/Удовица | Разведен/Разведена | Непознато |
| ------ | ------ | ---------------- | ------------ | -------------- | ------------------ | --------- |
| Мушки  | 233    | 40               | 155          | 35             | 3                  | 0         |
| Женски | 228    | 9                | 150          | 65             | 4                  | 0         |
| УКУПНО | 461    | 49               | 305          | 100            | 7                  | 0         |

| Пол    | Укупно                    | Пољопривреда, лов и шумарство | Рибарство                            | Вађење руде и камена | Прерађивачка индустрија       |
| ------ | ------------------------- | ----------------------------- | ------------------------------------ | -------------------- | ----------------------------- |
| Мушки  | 68                        | 6                             | 0                                    | 0                    | 32                            |
| Женски | 22                        | 2                             | 0                                    | 0                    | 15                            |
| УКУПНО | 90                        | 8                             | 0                                    | 0                    | 47                            |
| Пол    | Производња и снабдевање   | Грађевинарство                | Трговина                             | Хотели и ресторани   | Саобраћај, складиштење и везе |
| Мушки  | 1                         | 7                             | 4                                    | 0                    | 3                             |
| Женски | 0                         | 0                             | 2                                    | 0                    | 0                             |
| УКУПНО | 1                         | 7                             | 6                                    | 0                    | 3                             |
| Пол    | Финансијско посредовање   | Некретнине                    | Државна управа и одбрана             | Образовање           | Здравствени и социјални рад   |
| Мушки  | 1                         | 1                             | 3                                    | 1                    | 1                             |
| Женски | 0                         | 0                             | 0                                    | 2                    | 1                             |
| УКУПНО | 1                         | 1                             | 3                                    | 3                    | 2                             |
| Пол    | Остале услужне активности | Приватна домаћинства          | Екстериторијалне организације и тела | Непознато            | Непознато                     |
| Мушки  | 6                         | 0                             | 0                                    | 2                    | 2                             |
| Женски | 0                         | 0                             | 0                                    | 0                    | 0                             |
| УКУПНО | 6                         | 0                             | 0                                    | 2                    | 2                             |